# Vaccinium randaiensis
Vaccinium randaiensis är en ljungväxtart som beskrevs av Bunzo Hayata. Vaccinium randaiensis ingår i Blåbärssläktet, och familjen ljungväxter. Inga underarter finns listade i Catalogue of Life.